# Songs of Conquest
Songs of Conquest je připravovaná tahová strategie vyvíjená společností Lavapotion a publikovaná nakladatelstvím Coffee Stain Publishing. Hra je inspirována klasikami 90. let, jako jsou Heroes of Might and Magic III. Její vydání je naplánováno na začátek roku 2022, a to pro Microsoft Windows a macOS. Umožňuje hráčům vybrat si ze čtyř unikátních frakcí, rozšiřovat svá království a svádět bitvy ovládáním mocných kouzelníků zvaných Wielders.

## Hratelnost
Hru lze popsat jako tahovou strategii a adventuru. Strategická část hry zahrnuje správu království, jako je rekrutování Wielderů a jednotek a stavba a vylepšování budov, a stejně tak i tahové boje. Adventura je podpořena jedinečným fantasy prostředím a příběhem prezentovaným kombinací 2D pixel art stylu, 3D prostředí a objemového osvětlení.

## Vývoj
Od roku 2019 do května 2021 švédský vývojový tým Lavapotion obdržel přes 20 000 žádostí o registraci do uzavřené alfy Songs of Conquest. Tým udržuje přímou komunikaci s veřejností prostřednictvím svého serveru na Discordu, doplněnou o blogové příspěvky na jejich oficiálních webových stránkách. Vydání hry bylo původně plánováno na konec roku 2020; v důsledku pandemie covidu-19 muselo být odloženo na počátek roku 2022. Hra je plánována k distribuci přes Steam, GOG.com a Epic Games Store.

## Přijetí
Přestože nebyly od října 2021 zveřejněny žádné nezávislé recenze, veřejnost vydání titulu napjatě očekává, o čemž svědčí i to, že hra získala titul „Nejočekávanější“ v kategorii „PC Gaming Show Presentation“ během E3 2021.